# Карл-Мікаель Бельман
Карл-Мікаель Бельман (швед. Carl Michael Bellman, 4 лютого 1740 — 11 лютого 1795) — шведський поет і музикант-аматор.

## Біографія
Народився 4 лютого 1740 року в Стокгольмі в родині службовця Королівської Канцелярії Юхана Арндта Бельман та Катаріни Хермон.
У 16 років він виявив неабиякий поетичний талант, переклавши шведською мовою «Євангеличні думи про смерть» Давида фон Швайдніца. Протягом наступних років він написав декілька пісень, позначених впливом Улофа Даліна.
1757 року Бельман поступив на службу в Банк державних станів, та 1764 року залишив службу. 1765 року він влаштувався в Генеральну дирекцію митниць, де до 1770 року дослужився до чину штатного канцеляриста, але 1771 року дирекцію було скасовано. У цей час він пише сатиричні вірші, які згодом анонімно опублікував у збірці «Вакхічні пісні Фредмана» («Bacchanaliska qväden», 1792).
За один з його віршів, надрукований у газетах «Hvad nytt?» і «Dagligt Allehanda», стокгольмська міська консисторія подала на нього до суду, розцінивши ці твори як випад проти духовенства. Однак все обмежилося зауваженням.
1775 року Бельман був призначений секретарем номерний лотереї з річною платнею 3000 далерів міддю, а також отримав титул гофро-секретаря.
В останні роки життя Бельман звернувся до релігійних тем.

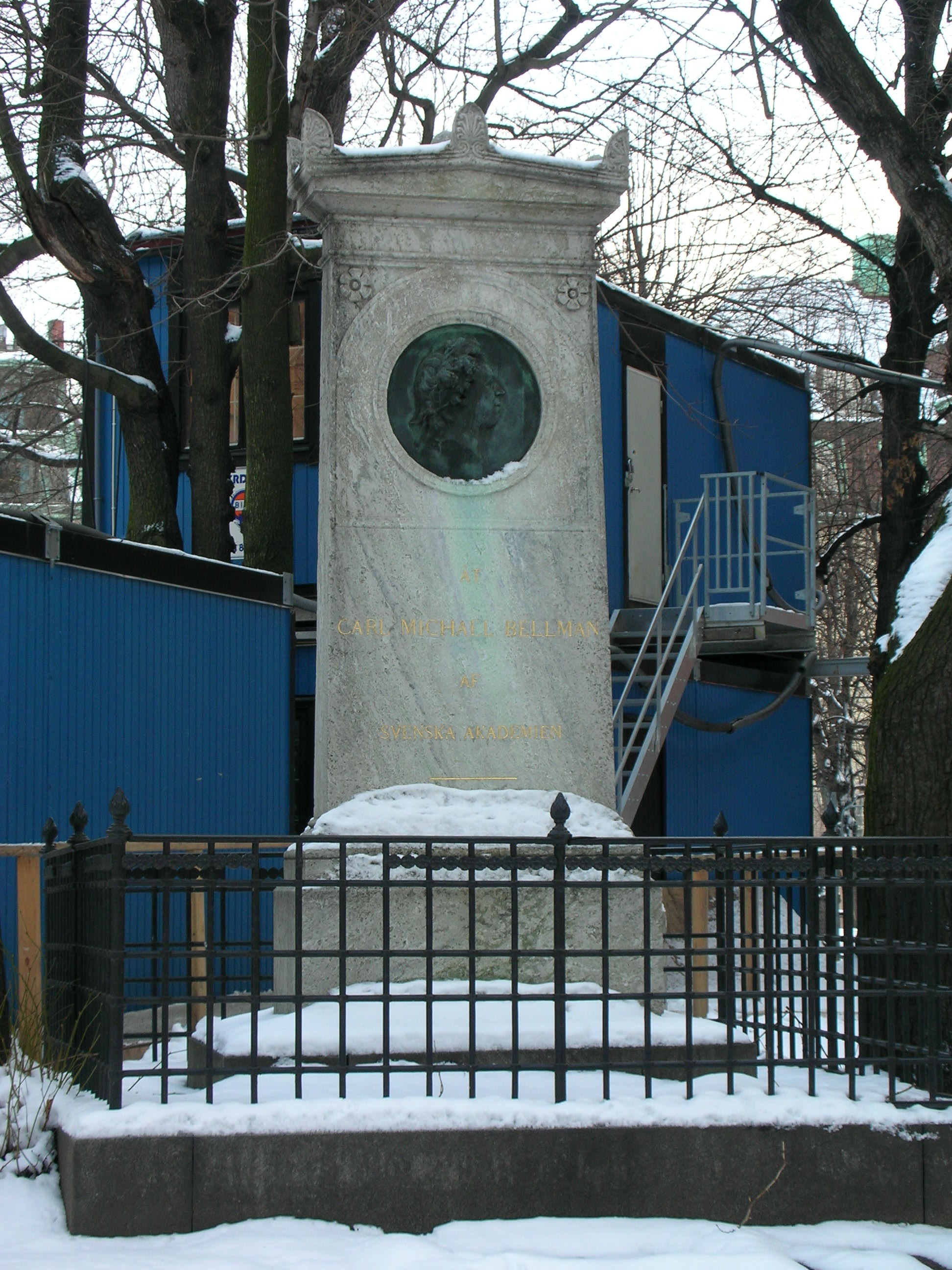
Надгробок Бельмана. Церква Святої Клари, Стокгольм

## Твори
- Tankar om Flickors ostadighet (1758).
- Månan (1760).
- Bacchi Tempel (1783).
- Zions högtid (1787).
- Послання Фредман (Fredmans epistlar; 1790).
- Пісні Фредман (Fredmans sånger; 1791).